# Torzo naděje
Torzo naděje (Kadłub nadziei) – tomik poetycki czeskiego poety Františka Halasa, opublikowany w 1938. Był on reakcją na Układ monachijski. Zawiera wiersze o charakterze liryki patriotycznej, między innymi utwór Śpiew trwogi.